# James Cardona
Pour les articles homonymes, voir Cardona (homonymie).
James Cardona, né le 30 mars 1967, est un footballeur colombien, qui évoluait au poste de défenseur latéral à l'América Cali, au Deportes Tolima et au Club Olimpia, ainsi qu'en équipe de Colombie.
Cardona ne marque aucun but lors de ses trois sélections avec l'équipe de Colombie entre 1995 et 2000. Il participe à la Copa América en 1995 avec la Colombie.

## Carrière
- 1987-1998 :  América Cali
- 1999 :  Deportes Tolima
- 2001 :  América Cali
- 2002 :  Club Olimpia
- 2003 :  Deportes Tolima[1]

## Palmarès

### En équipe nationale
- 3 sélections et 0 but avec l'équipe de Colombie entre 1995 et 2000
- Troisième de la Copa América 1995

### Avec l'América Cali
- Vainqueur du Championnat de Colombie en 1990, 1992, 1997, 2000 et 2001
- Vainqueur de la Copa Merconorte en 1999
- Finaliste de la Copa Libertadores en 1987 et 1996

### Avec le Club Olimpia
- Vainqueur de la Copa Libertadores en 2002